# Verdum capnegre
El verdum capnegre (Chloris ambigua) és una espècie d'ocell de la família dels fringíl·lids (Fringillidae) del mateix gènere que el verdum europeu, habitual als Països Catalans.

## Descripció
- Fa una llargària de 115 – 141 mm, i un pes de 14 – 21 grams.[2]
- Mascle amb colors generals verd oliva, més marrons per sobre i amb taques grogues a la zona ventral. Cap negre. Plomes primàries negres, amb una taca groga al bordell exterior de l'ala.[3]
- Femella similar al mascle però amb el cap marró més o menys clar, en comptes de negre.

## Hàbitat i distribució
Habita el pis alpí o subalpí, en boscos de coníferes, mixts i de fulla caduca, prats alpins, terres agrícoles, de vegades prop d'assentaments humans, del sud-est del Tibet, sud-oest de la Xina, oest, nord-est i est de Myanmar, nord-oest de Tailàndia, nord de Laos i nord-oest del Vietnam.

## Alimentació
Menja llavors, fruits i cultius com el blat i la soja. Durant la temporada de cria també mengen alguns insectes.

## Reproducció
Crien de maig a juliol, fent els nius als arbres, amb tiges i herbes, tapissats amb molsa i plomes. Ponen fins a 4 ous de color blau verdós clar amb algunes taques negres.

## Subespècies
S'han descrit dues subespècies:
- C. a. ambigua (Oustalet, 1896). Est de Birmània, sud de la Xina i nord d'Indoxina.
- C. a. taylori (Kinnear, 1939). Sud-est del Tibet.